# Moste (gmina Komenda)
Moste – wieś w Słowenii, w gminie Komenda. W 2018 roku liczyła 1380 mieszkańców.